# Міністерство закордонних справ Української РСР
Міністе́рство закордо́нних справ УРСР (до березня 1946 — Наро́дний комісаріа́т закордо́нних справ УРСР; НКЗС УРСР) — центральне зовнішньополітичне відомство Української Радянської Соціалістичної Республіки, створене 5 лютого 1944 постановою політбюро ЦК КП(б)У згідно з ухваленим 10-ю сесією ВР СРСР 1 лютого того ж року законом «Про надання союзним республікам повноважень у галузі зовнішніх зносин і про перетворення у зв'язку з цим народного комісаріату закордонних справ із загальносоюзного в союзно-республіканський народний комісаріат». Цим законом усі союзні республіки отримали право створювати власні наркомати закордонних справ для укладення угод та встановлення дипломатичних і консульських відносин з іноземними країнами. Пояснюючи назрілу потребу прийняття такого екстраординарного рішення (адже йшлося про децентралізацію одного з ключових союзних відомств у розпал Другої світової війни), 1-й заступник голови РНК СРСР, нарком закордонних справ СРСР В.Молотов у доповіді на сесії зазначив, що прийняття таких конституційних поправок зумовлене «політичним, економічним та культурним зростанням союзних республік», їхньою «зрослою потребою у встановленні безпосередніх стосунків з іноземними державами» й має на меті «розширення міжнародних зв'язків та зміцнення співробітництва Союзу РСР з іноземними державами». З боку Й.Сталіна це було, звичайно, пропагандистською акцією, що мала на меті посилити вплив СРСР на міжнародній арені (у тому числі отримати додаткові голоси в Організації Об'єднаних Націй) й створити оманливе враження про справжній суверенітет радянських республік для легітимізації анексій 1939–40; водночас Україна, хоча й формально, стала чинним суб'єктом міжнародного права (див. також Конституційні зміни в СРСР 1944).
Першим главою НКЗС УРСР було призначено О.Корнійчука. Зайва активність О.Корнійчука в плануванні розбудови зовнішньополітичного відомства, зокрема, щодо встановлення безпосередніх дипломатичних контактів УРСР з іноземними державами, призвела до його звільнення й призначення Д.Мануїльського. У розробленому ним проекті «Положення про НКЗС союзних республік», на відміну від аналогічного документа попередника, не наголошувалося на необхідності налагодження прямих дипломатичних відносин республік СРСР з іноземними державами. З власної ініціативи республіканські уряди могли лише ставити перед НКЗС СРСР питання про врегулювання в бажаному для республік дусі взаємин із сусідніми країнами (кордони, відшкодування втрат, дипломатичні представництва тощо). На час політичних або торгових переговорів Кремля з іноземними урядовими делегаціями відповідні зацікавлені республіканські НКЗС мали лише «залучатися», їхні працівники могли також включатися до складу загальносоюзних дипломатичних місій, передусім у тих країнах, де проживали компактні групи емігрантів з відповідних республік.
Після входження УРСР в ООН подальша розбудова МЗС республіки була знята з порядку денного, протягом наступних сорока років кількісний склад МЗС майже не збільшився (1985 в ньому працювало 87 осіб). Лише під час перебудови штат МЗС УРСР зріс до 136 осіб і мав 4 невеликі дипломатичні місії: постійні представництва при ООН (Нью-Йорк, США), ЮНЕСКО (Париж, Франція), при відділенні ООН у Женеві (Швейцарія) та при міжнародних організаціях у Відні. У кожному з відділів МЗС УРСР (міжнар. екон. відносин, двосторонніх зв'язків і регіонального співробітництва, договірно-правовий, інформації з прес-центром, культ. зв'язків і гуманітарних проблем, кадрів, протокольний, консульське і фінансово-господарське управління) тоді працювали від 2 до 5 дипломатів, ключову позицію посідав т. зв. генеральний секретаріат на чолі з генеральним радником — підрозділ, до функцій якого належали здебільшого контроль за виконанням документів, їхня реєстрація й пересилка.
Участь у роботі керівних органів і спеціалізованих установ ООН та інших міжнародних організаціях давала змогу вітчизн. дипломатії інформувати світову спільноту про життя УРСР, долучатися до обговорення глобальних і регіональних міжнародних проблем, а часом вносити власні альтернативні пропозиції (у дозволених межах, звичайно, зокрема, під час непостійного членства УРСР у Раді Безпеки Організації Об'єднаних Націй 1948–49 і 1984–85 та при обговоренні низки питань щодо країн, які розвиваються, у 1970-х рр.).

## Міністри закордонних справ УРСР
Протягом існування МЗС (НКЗС) УРСР його очолювали:
- О.Корнійчук (5 лютого — 12 липня 1944);
- Д.Мануїльський (12 липня 1944 — 10 червня 1952);
- А.Барановський (10 червня 1952 — 17 червня 1953);
- Л.Паламарчук (17 червня 1953 — 13 серпня 1965);
- Д.Білоколос (16 березня 1966 — 11 червня 1970);
- Г.Шевель (10 серпня 1970 — 18 листопада 1980);
- В.Мартиненко (18 листопада 1980 — 28 грудня 1984);
- В.Кравець (29 грудня 1984 — 27 липня 1990);
- А.Зленко (27 липня 1990 — 24 серпня 1991);
  - з 24 серпня 1991 — Міністр закордонних справ України.